# لانگه‌رار
لانگه‌رار (به هلندی: Langeraar) یک روستا در هلند است که در نیوکوپ واقع شده‌است. لانگه‌رار ۲٬۳۱۰ نفر جمعیت دارد.